# Rapace
Pour les articles homonymes, voir Rapace (homonymie) et Oiseau de proie.
Pour l’article ayant un titre homophone, voir RAPAS.
Taxons concernés
- Accipitriformes
- Falconiformes
- Strigiformesmodifier

Rapace ou oiseau de proie, est un nom vernaculaire ambigu qui désigne un oiseau carnivore, au bec crochu et tranchant, possédant des serres et très souvent une excellente vision ; de plus certaines espèces de vautours ont, chose peu commune chez les oiseaux, un bon odorat. Ces adaptations sont de bons exemples de convergences évolutives.

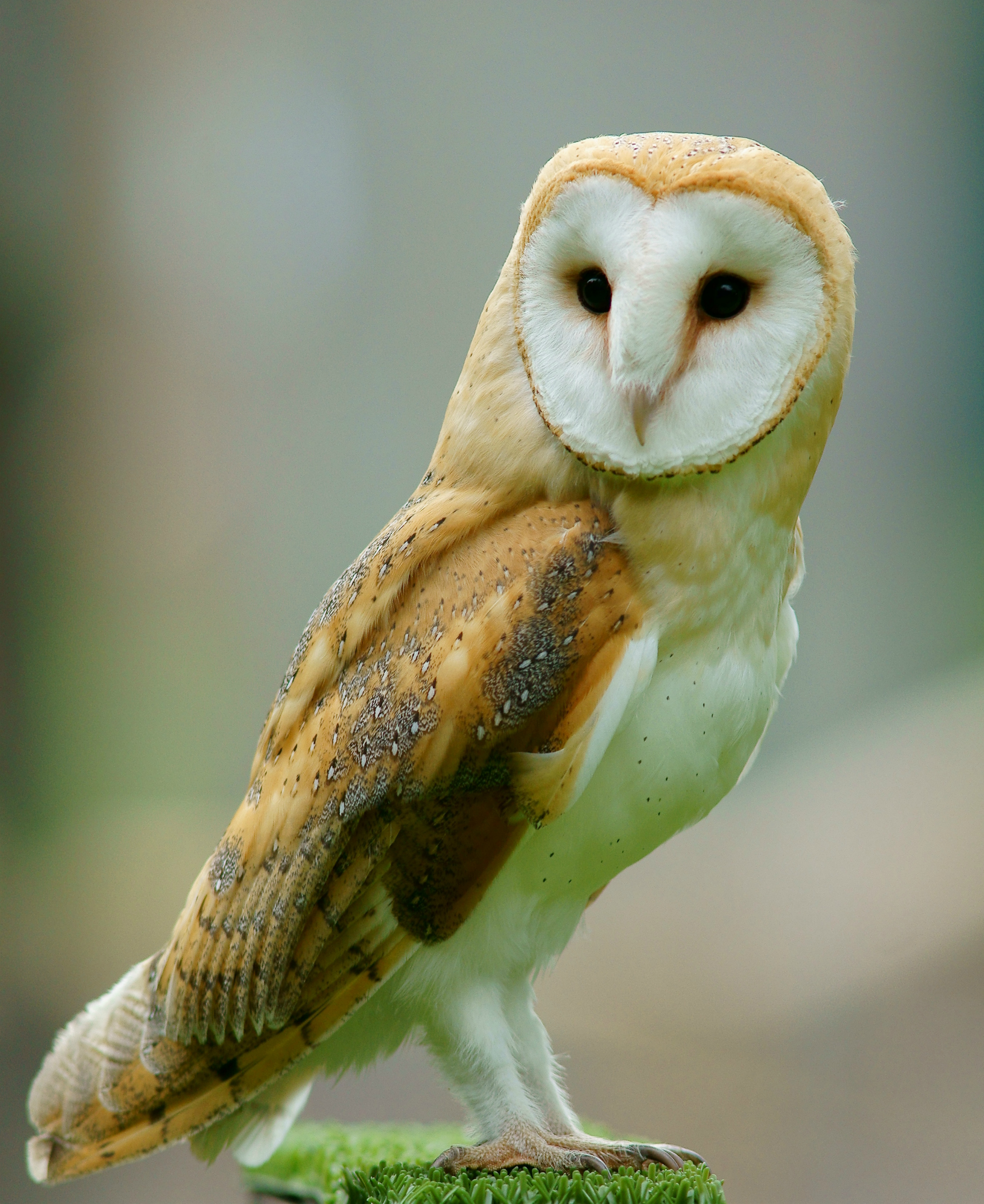
Les rapaces nocturnes et certains rapaces diurnes qui volent lentement près du sol (busards), sont dotés d'un disque facial composé de filoplumes serrées qui ne réfléchissent pas le son (neutralité acoustique). Ces disques faciaux sont comparables à des réflecteurs paraboliques canalisant les sons vers les conduits auditifs externes positionnés derrière les yeux de manière asymétrique, ce qui permet d'analyser finement des décalages entre les différents signaux sonores. Ici il s'agit d'une jolie chouette Effraie des clochers (Tyto alba), au disque facial bien marqué.

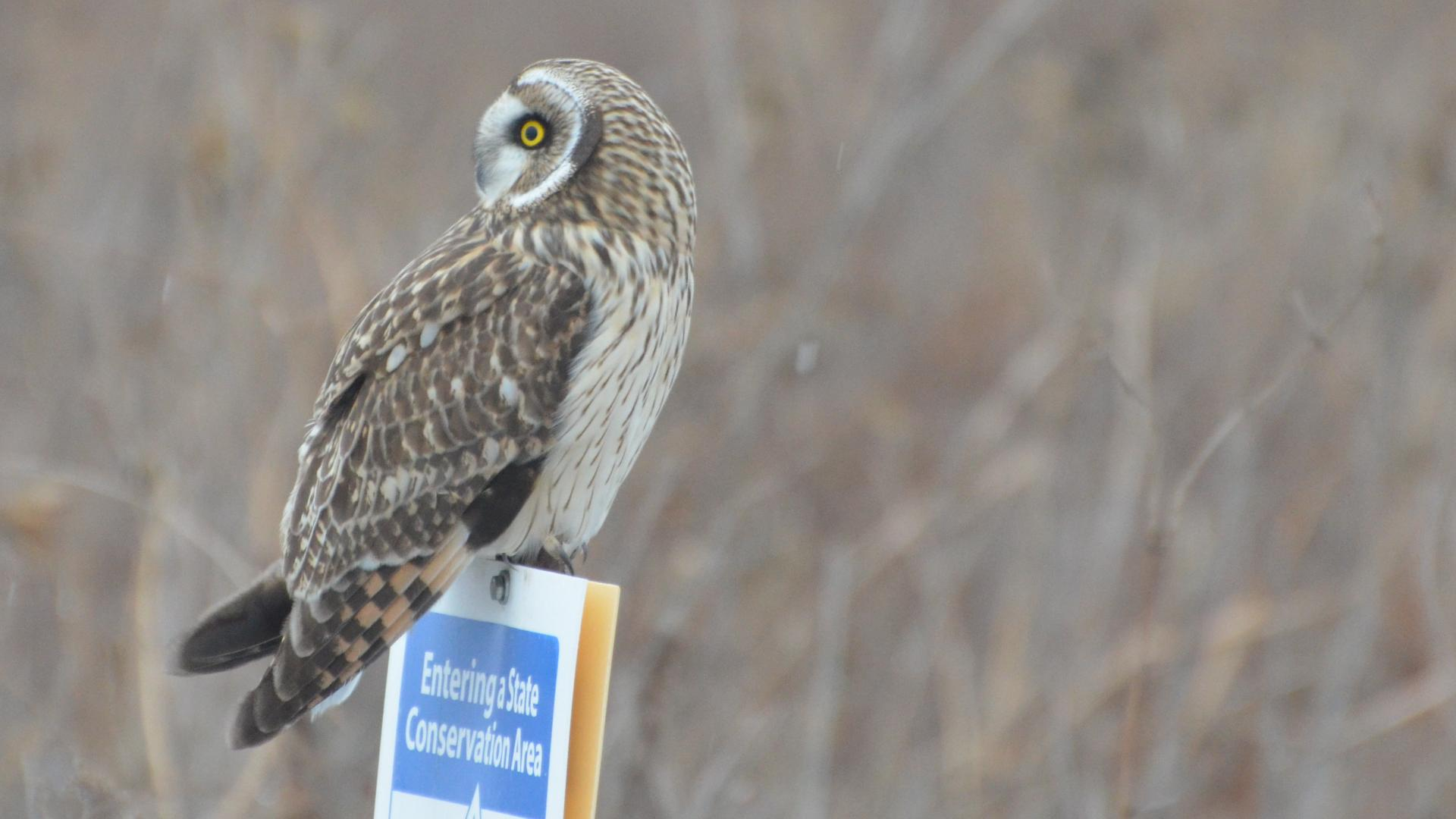
Les yeux des rapaces nocturnes sont fixés aux parois orbitaires. Pour compenser cette immobilité, ils disposent d'un cou mobile doté de 14 cervicales, ce qui leur permet de pivoter la tête de 270°, contrairement à 260 chez les diurnes, et possèdent divers modes d'adaptation, mécaniques et hémodynamiques qui évitent d'endommager les vaisseaux sanguins de leur cou et d'interrompre l'afflux de sang vers leur cerveau lors de cette rotation rapide,. Ici, il s'agit d'un Hibou des marais ou Hibou brachyote (Asio flammeus), que les anglophones nomment « Chouette à oreilles (aigrettes) courtes ».

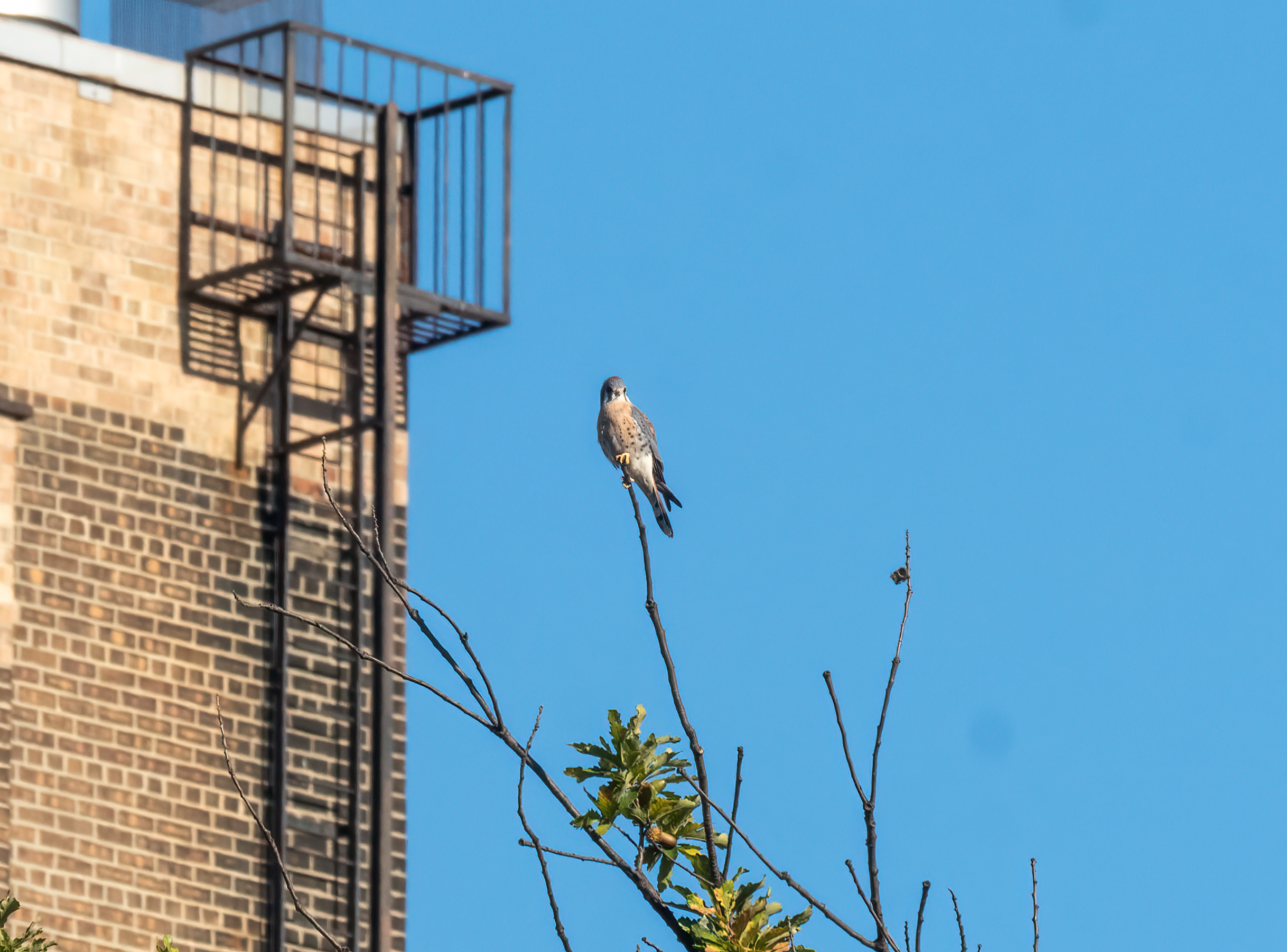
Chasseurs à l'affût, certains rapaces se rapprochent des habitations et des routes, se perchant sur un observatoire élevé pour prélever des cadavres victimes de collisions contre les édifices, les baies vitrées et les véhicules. Ici une Crécerelle d'Amérique (Falco sparverius).

Les rapaces diurnes se déclinent en cinq familles, groupées dans deux ordres (Falconiformes et Accipitriformes) selon la classification classique :
- Falconidae
- Cathartidae
- Pandionidae
- Accipitridae
- Sagittariidae

Les rapaces nocturnes forment l'ordre des Strigiformes et se divisent en deux familles :
- Tytonidae
- Strigidae

Bien que le terme de rapace continue à être utilisé par les ornithologues et les profanes, sa pertinence scientifique est remise en cause dans la mesure où il ne correspond pas à un taxon précis dans la systématique actuelle et que des analyses génomiques en 2008 bouleversent l'arbre phylogénétique de ces oiseaux.

## Dénomination et systématique
Rapace est un emprunt au latin rapax, rapacis de rapere « emporter précipitamment ». Linné, à l'origine de la classification scientifique des espèces, a regroupé tous les rapaces dans le taxon de Accipitres, composé de la famille des rapaces diurnes de trois genres Vultur, Falcon et Gypaetos et de la famille des rapaces nocturnes comportant un genre Strix. Les autres groupes décrits dans la sixième édition de son Systema naturæ sont les Grallae c'est-à-dire les échassiers, les pics au sens large, les Anseres — groupe des espèces proches des oies et des canards —, les Gallinae — espèces proches des faisans et de la poule domestique —, les Passeres ou passereaux. Ces groupes faisant miroir à ses six groupes de mammifères.
En français, les noms vernaculaires leur ont été donnés soit en fonction de leur morphologie, soit en fonction de leurs cris, soit en fonction de leurs habitudes de vie, notamment alimentaires. Aussi pour la plupart, leurs noms vernaculaires ne correspondent pas à un taxon valide ; les noms normalisés en revanche, lorsqu'ils ne se basent pas sur les noms vernaculaires, utilisent en principe les mêmes noms au sein du même taxon.
Les appellations de rapaces les plus courantes sont :
- les aigles, oiseaux aux grandes ailes et aux pattes puissantes, parmi 12 genres ;
- les autours, éperviers de grande taille, parmi 7 genres ;
- les bateleurs, 1 espèce ;
- les bondrées, ressemblant à des buses, et apivores, 2 genres ;
- les bazas, 1 genre ;
- les busards, 1 genre, 16 espèces ;
- les busautours, 1 genre ;
- les buses, parmi 9 genres ;
- les caracaras ;
- les carnifex, 8 espèces ;
- les chouettes, prédateurs nocturnes sans aigrettes ;
- les circaètes, prédateurs de serpents et lézards, 1 genre, 6 espèces ;
- les condors, charognards d'Amérique ayant une grande envergure d'ailes, 2 espèces ;
- les chevêches ;
- les chevêchettes, chasseurs nocturnes de petite taille ;
- les crécerelles, 1 genre ;
- les petits-ducs, moyens-ducs, et grands-ducs ;
- les effraies, chouettes généralement de grande taille et au disque facial en forme de cœur ;
- les élanions, 2 genres ;
- les éperviers, 1 genre ;
- les faucons, oiseaux de proie de petite ou moyenne taille, longtemps domestiqués pour la chasse, 1 genre ;
- les fauconnets, 2 genres ;
- les gymnogènes, 2 espèces ;
- les gypaètes, 1 espèce ;
- les harfangs ;
- les harpies, 2 espèces ;
- les hiboux, grands prédateurs nocturnes au hululement notoire, parmi 4 genres ;
- les kétoupas ;
- les milans, 3 genres ;
- les ninoxes ;
- les palmistes, 1 espèce ;
- les percnoptères, 1 espèce ;
- les phodiles ;
- les pygargues, rapaces piscivores ressemblant aux aigles, et dont l'une des espèces est l'emblème des États-Unis, 1 genre, 10 espèces ;
- les vautours dont les urubus, charognards à la tête dépourvue de plumes et au long cou, parmi 2 familles ;
- les macaguas, 1 espèce.

## Distribution
Les rapaces sont carnivores, charognards ou prédateurs, que ce soit insectivores, pêcheurs, consommateurs d'oiseaux, de reptiles, de micromammifères (campagnols des champs, taupes, lapins) voire des chauves-souris ou des mollusques plutôt capturés de manière opportuniste. Parmi les prédateurs, on retrouve l'aigle, le faucon et le hibou. Ils disposent de leurs serres pour saisir leurs proies. On les surnomme « oiseaux de proie ». Les autres, comme les vautours et les gypaètes, sont charognards, et se nourrissent de dépouilles d'animaux morts. Seul le vautour palmiste n'est pas carnivore. Certains comme le hibou peuvent s'adapter aux ressources du lieu et du moment pour pallier les dangers auxquels une spécialisation alimentaire trop absolue les exposeraient.
En Europe, ce sont la Russie d’Europe (33 espèces nicheuses de rapaces diurnes et nocturnes) et l’Ukraine (29 espèces nicheuses) qui accueillent encore le plus grand nombre de rapaces nicheurs pour tout l'Ouest paléarctique.
La France a également une grande responsabilité en matière de conservation de la nature pour ces espèces, car si de nombreuses espèces y ont fortement régressé ou ont localement disparu, la France métropolitaine accueille encore plus de 60 % des espèces de rapaces nicheurs en Europe (25 espèces sur 40, dont 23 nicheuses régulières), soit le plus grand nombre d'espèces nicheuses d'Europe de l’Ouest après l’Espagne, qui en compte elle 26 espèces. 
- 75 % des rapaces diurnes d’Europe occidentale se reproduisent sur le territoire français.
- Sur 23 espèces de nicheurs réguliers en France métropolitaine, sept sont considérées comme très rares (moins de cent couples) et quatre n’excèdent pas 2 000 couples.
- 286 000 à 392 000 couples reproducteurs, soit 21 % des effectifs de rapaces ouest-européens étaient estimés présents (par l'IFEN), mais l'essentiel de ces populations est fourni par deux espèces seulement : la Buse variable qui constitue 43 % du total des effectifs de rapaces et le faucon crécerelle (25 %)[9].
- La France métropolitaine était au début des années 2000 au 1er ou 2e rang d’abondance en Europe de l’Ouest pour 50 % des espèces de rapaces qu'elle abrite. 13 espèces y constituent elles seules plus de 10 % des effectifs européens. Les populations françaises du busard Saint-Martin et du milan noir y sont rares, mais représentent plus de 50 % des populations d’Europe de l’Ouest.

Les régions Auvergne, Rhône-Alpes, Provence-Alpes-Côte d’Azur et Midi-Pyrénées, grâce à des paysages variés, un climat favorable et un bon degré de naturalité du territoire (pour l'arrière-pays au moins) comptent parmi celles où les rapaces nicheurs sont les plus abondants.
La France d'outre-mer est également responsable de la protection d'un très important patrimoine écologique, parmi les plus riches du monde, incluant une importante faune rapace, notamment en Guyane (80 % des rapaces connus et encore présents dans les DOM-TOM au début des années 2000). Près de 40 % de ces espèces sont rares ou localisées voire endémiques. L’autour à ventre blanc (plus de 2 500 couples) en Nouvelle-Calédonie y est endémique, comme l'est le busard de la Réunion sur l'île de La Réunion ou l’épervier de Frances à Mayotte.

## Dynamique de populations
Les rapaces en tant que prédateurs supérieurs sont très sensibles à la présence et aux variations d’abondance des proies ou de leurs cadavres (dans le cas des rapaces charognards). Parce qu'ils sont, dans le réseau trophique, situés au sommet de la « pyramide alimentaire », ils sont également sensibles aux taux de polluants ou contaminants bioaccumulés par leurs proies. Les pesticides et métaux lourds sont des causes importantes de disparition ou régression de nombreuses espèces de rapaces. Pour ces raisons, ils sont considérés comme de bons bio-indicateurs de l’état de leur environnement et de son évolution.
Dans une nature préservée, le nombre d'individus présents sur un territoire et la variété en espèces dépendent du nombre de proies disponibles. Mais hormis dans les forêts primaires africaines et quelques endroits relativement épargnés par les pollutions, le nombre de rapaces par hectare est également de plus en plus contrôlé par le degré de contamination de leurs proies ; la contamination par le plomb issu du plomb de chasse est ainsi la première cause de disparition du Condor de Californie et reste une cause importante de saturnisme aviaire pour l'aigle et de nombreuses autres espèces (la mort induite par ingestion de plomb a été décrite pour au moins 15 espèces d’oiseaux de proies diurnes,,).
D'autres « puits écologiques » peuvent affecter les populations, en particulier les lignes à haute tension et le roadkill qui sont des causes significatives et importantes de mortalité ou blessures graves de rapaces. Le phénomène dit de pollution lumineuse pourrait également affecter certaines espèces, nocturnes notamment.
Les rapaces n'influent sur le nombre de proies disponible que s'il y a prolifération de ces dernières sur un long terme. La diminution des proies est en fait toujours liée à d'autres facteurs, par exemple l'urbanisation, la périurbanisation, la fragmentation écologique du territoire de l'aigle ou diverses formes de pollution. Quand la quantité de proies diminue, le nombre de rapaces diminue, ou l'espèce disparaît localement. Mais elle peut aussi disparaître à cause de la pollution, alors que ses proies sont encore présentes. Ces dernières peuvent alors pulluler et plus facilement véhiculer certaines microbes ou parasites (ex. : tiques véhiculant la maladie de Lyme, échinocoque...). C'est pourquoi les rapaces sont considérés par les scientifiques comme des espèces utiles, à protéger, et de très bons indicateurs biologiques de la qualité des milieux où ils vivent ou devraient vivre.

## Caractéristiques

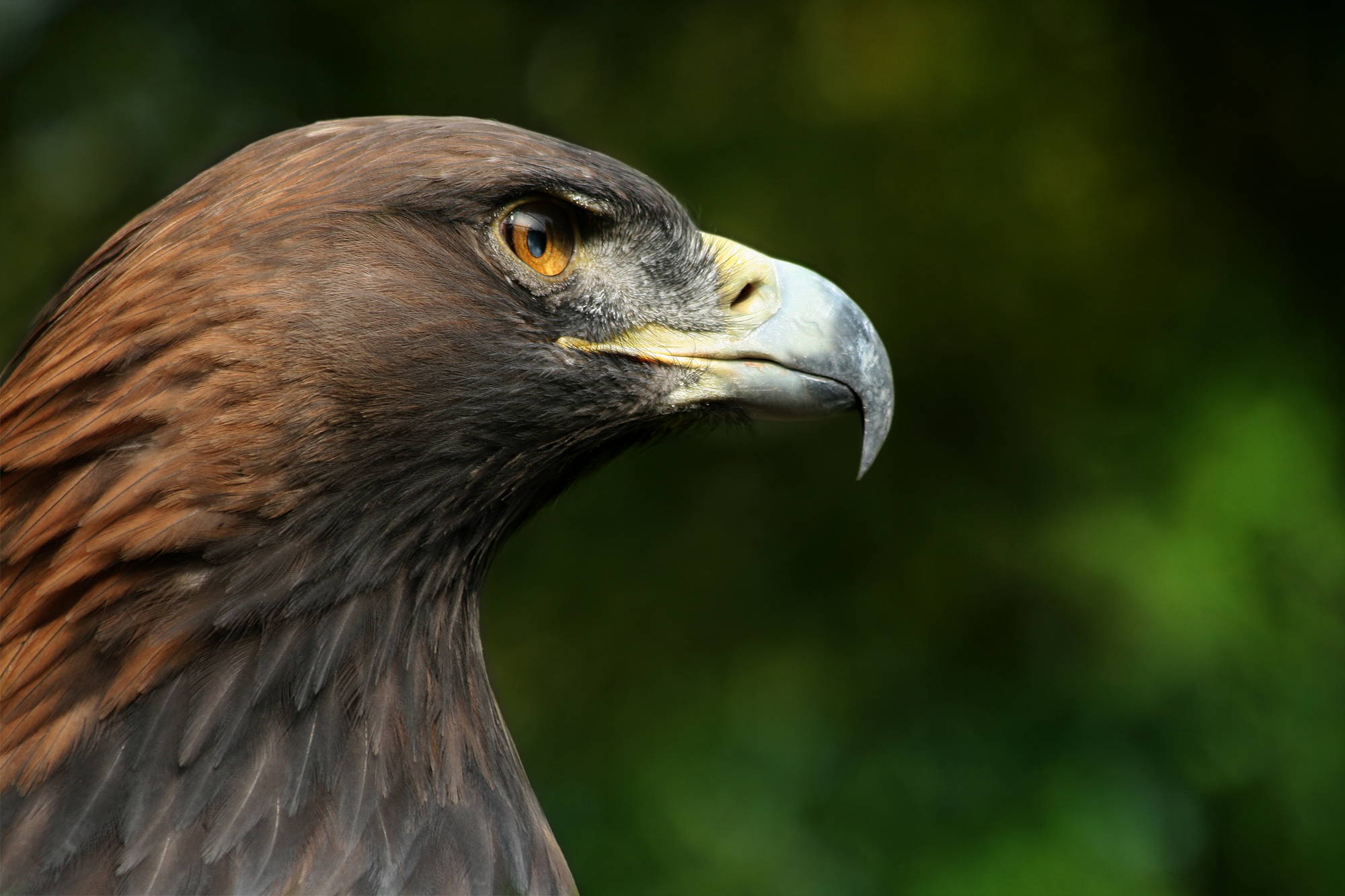
La tête de l'aigle royal est petite, munie d'un bec crochu très puissant et d'une arcade sourcilière prononcée.

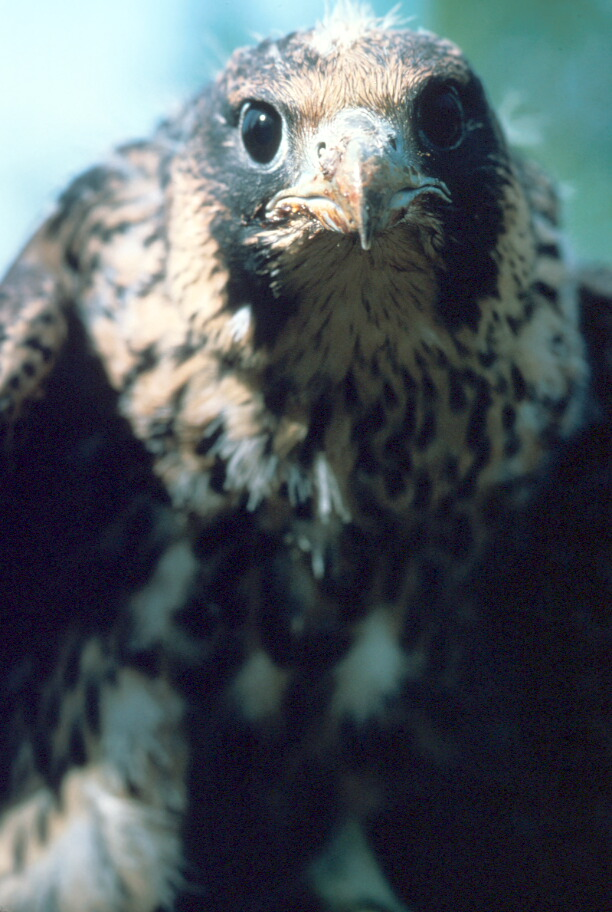
La quasi-absence d'arcade sourcilière chez les faucons est compensée par des moustaches noires et retombantes qui réduisent l'éblouissement, à l'instar de l'eye black, graisse antireflet appliquée sous les yeux de certains sportifs américains.

Oiseaux de proie, les rapaces possèdent les principales caractéristiques anatomiques des oiseaux mais présentent aussi plusieurs adaptations à la chasse (bec pointu, crochu et puissant pour saisir ses proies et déchiqueter leur chair, pattes munies de griffes fortes et recourbées appelées serres, yeux occupant le 2/3 de l’espace du crâne et sont supportés par l'anneau sclérotique).
La majorité des rapaces diurnes possèdent un processus supra-orbitaire de l'os préfrontal développé en une sorte d'arcade sourcilière saillante qui agit comme un pare-soleil.

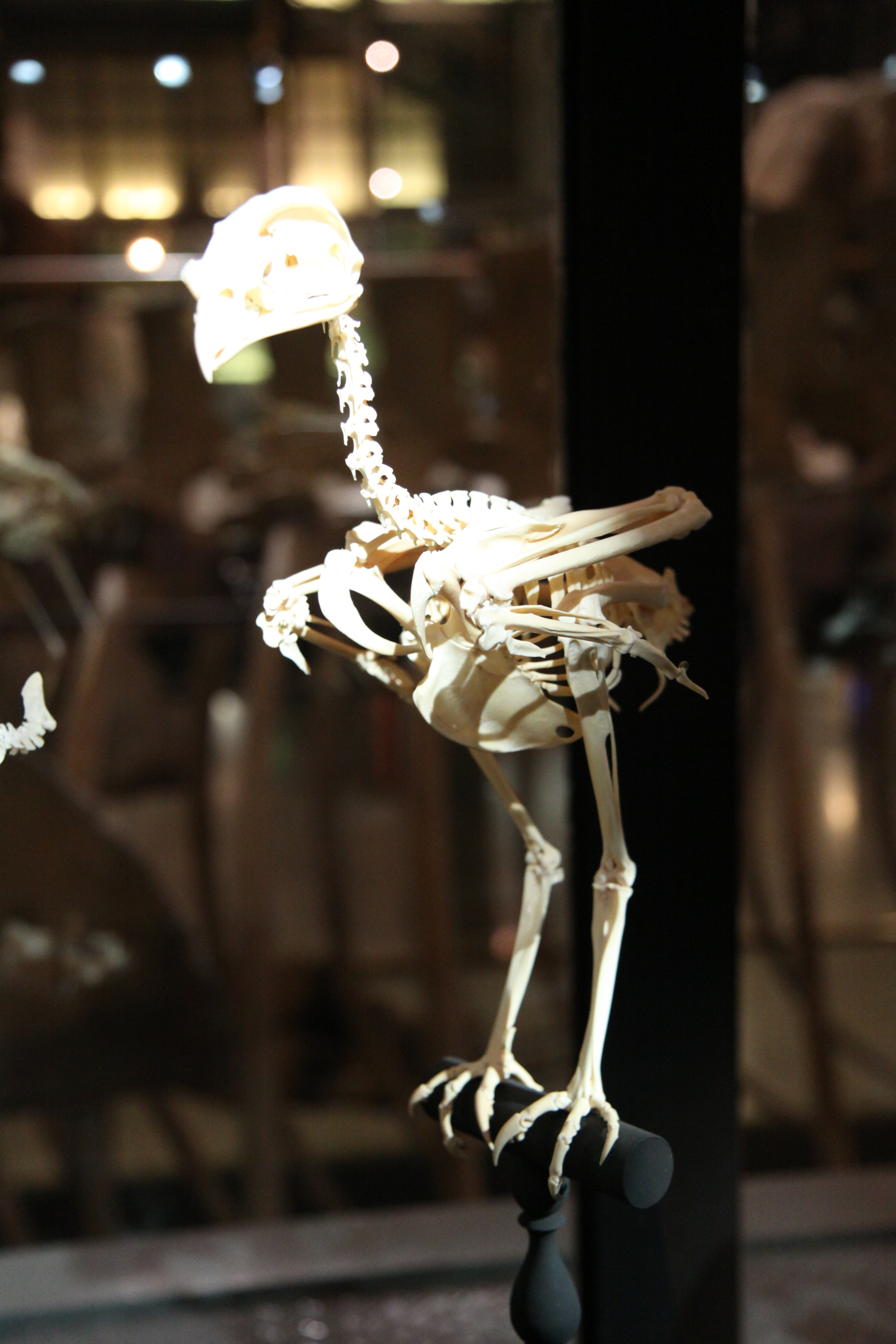
Squelette de buse variable, collection de la grande galerie de l'Évolution du MNHN.

Ils présentent une caractéristique inhabituelle chez les vertébrés supérieurs : ils ont un dimorphisme sexuel inversé de la taille (femelles plus grandes que les mâles) qui semble lié au régime alimentaire et à la compétition intra-sexuelle. Chez les rapaces nocturnes, ce dimorphisme se situe plus souvent au niveau de la masse corporelle que de la taille, et est plus marqué à des moments clefs de l'effort reproducteur où intervient le partage des tâches. Les cas de dimorphisme sexuel de la couleur sont plus rares.
Les mâles prédatant d’autres oiseaux sont plus petits et possèdent une plus grande mobilité et efficacité de chasse ainsi que des coûts réduits et des risques liés au vol (collision contre la proie ou un obstacle). La plus grande taille des femelles serait liée soit à la compétition pour obtenir un mâle plus efficace dans la prédation et qui l'approvisionne en période de couvaison, ou pour obtenir un meilleur territoire vacant, pour produire plus d'œufs, avoir plus d'énergie pour  les couver, défendre plus efficacement son nid, ou encore pour se prémunir contre les périodes de pénurie alimentaire quand elle est en période de nidification en se constituant des réserves énergétiques,.
Le système digestif des rapaces ne leur permet pas de digérer la totalité du corps des animaux qu'ils ingèrent, sauf celui du Gypaète barbu, ce qui explique que presque tous les rapaces rejettent par la bouche des restes sous forme de pelotes de réjection qui contiennent les poils, les os ou la chitine de leurs proies.
Les pelotes sont les traces les plus simples à examiner pour les ornithologues. Elles permettent aux spécialistes d'identifier l'espèce qui les a rejetées ainsi que les espèces consommées. Ces pelotes prouvent par exemple que les milans ne mangent pas les perdrix et que les chouettes mangent essentiellement des petits rongeurs mais aussi des insectes. L'étude des fientes et pelotes permet de connaître précisément les régimes alimentaires et leurs variations annuelles, et aussi de détecter certains parasites ou microbes, mais ces études sont plus difficiles à mener.

## Histoire de la perception des rapaces par l'Homme
Voir aussi : « Les aigles dans la culture  », ainsi que « Le condor des Andes et l'homme  ».
Si les rapaces sont jugés aujourd'hui majestueux et si leur rôle bénéfique pour l'environnement — notamment pour la non-prolifération des rongeurs ou des passereaux ou l'assainissement des carcasses mortes — n'est plus remis en cause, il n'en a pas toujours été ainsi. La fauconnerie, sport de noble, n'atténuait pas la perception négative qu'avait la population de ces oiseaux. Buffon déclarait : « [...] les oiseaux de proie sont ignobles, immondes et lâches [...] »[réf. nécessaire]. Ceci est peut-être lié à la proximité des rapaces avec la mort, d'abord en tant que prédateurs (pareille mésaventure de considération est arrivée au Loup), mais aussi en tant que charognards (vautours mais aussi aigles). Cette opinion dépréciative s'est aussi appliquée par le passé aux métiers qui avaient affaire avec la mort et conduisaient au rejet des personnes les exerçant comme les « croque-morts » ou les bourreaux.    
Néanmoins, ce qui amène à nuancer cette appréhension passée globalement négative et apeurée des rapaces par l'homme, est le fait que l'aigle est une figure fréquente en héraldique, où sa force, la noblesse de son port et la majesté de son vol ont toujours symbolisé les visées expansionnistes et impériales : c'est ainsi que l'aigle se retrouve dans les armoiries de nombreux pays, telles celles de l'Allemagne, du Mexique, de l'Égypte, de l'Albanie, de la Pologne ou encore de l'Autriche. Il était l'emblème des légions romaines (chacune avait son aigle), et il a servi de symbole et d'armoirie pour les Premier et Second Empires français. De même le Grand Condor des Andes était révéré par les civilisations précolombiennes, notamment par les Incas, en tant que messager de transcendance, intercesseur entre la terre et le ciel, car grâce à la hauteur exceptionnelle de son vol, il disparaît parfois de la vue des hommes dans l'azur.

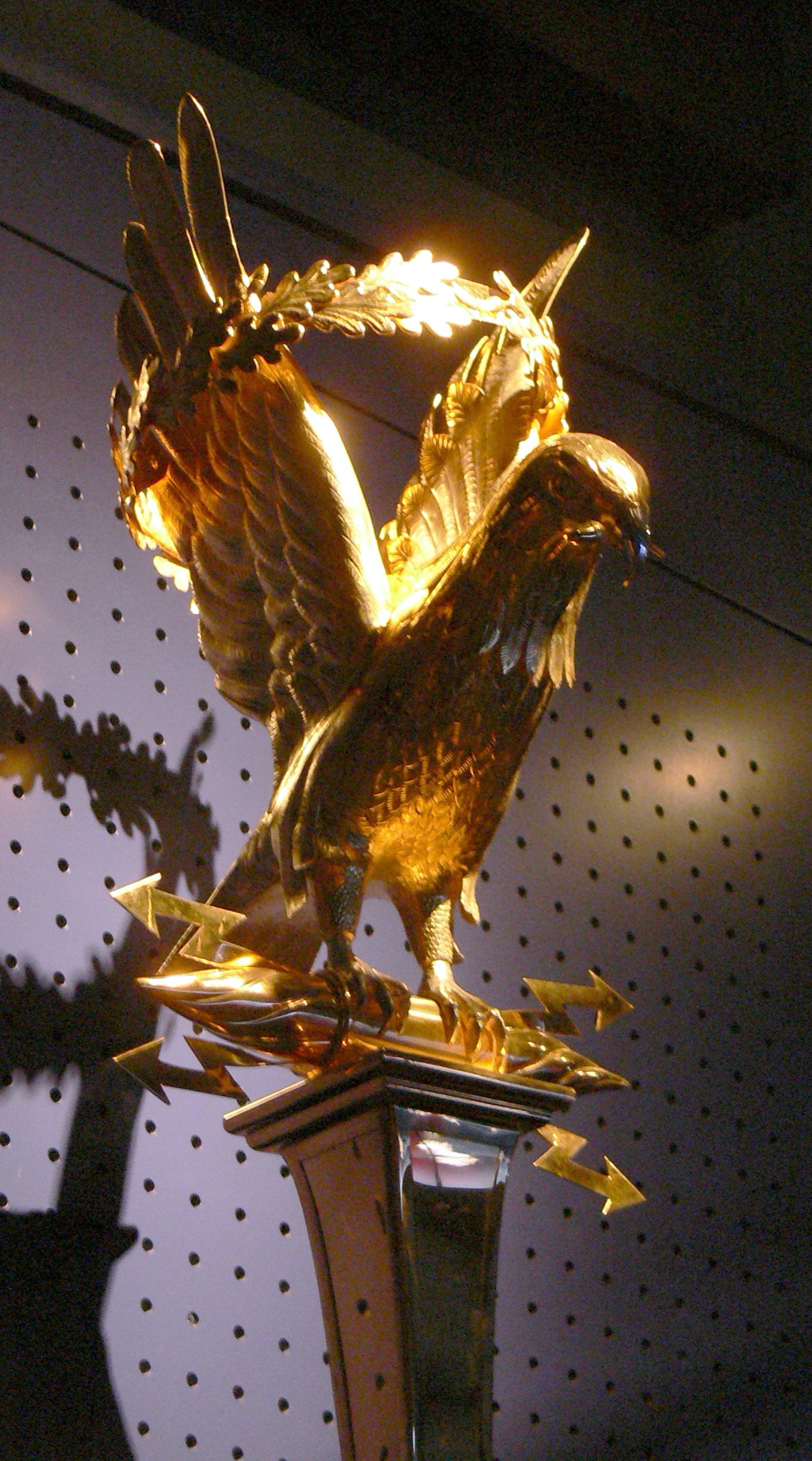
Réplique d'un emblème de légion romaine, musée Carnuntinum de Bad Deutsch-Altenburg.

De ce fait, il était l'animal-totem du monde d’en haut (Haqay Pacha en quechua) dans la cosmovision andine, et faisait le lien entre le monde des vivants et le divin, emportait l'âme des défunts, et portait les messages des vivants à leurs ancêtres. D'ailleurs, on retrouve le condor dans les armoiries de presque tous les pays andins : Venezuela, Colombie, Équateur, Bolivie, anciennes armoiries du Pérou (1821-1825), et Chili. Enfin c'est l'aigle pêcheur ou Pygargue à tête blanche qui sert de symbole à la nation américaine.   
Toujours est-il que les chasseurs tuaient probablement les rapaces dès qu'ils le pouvaient, et ce jusqu'à une époque récente. Si les ornithologues comprennent le rôle des rapaces dans l'écosystème au début du XXe siècle, l'extermination continue. Une distinction est cependant faite entre rapaces utiles et nuisibles, celle-ci est visible dans la première loi internationale sur la protection des oiseaux. On estime que près de quinze mille pygargues à tête blanche sont tuées de 1917 à 1940 aux États-Unis. Des primes étaient même versées en France pour l'abattage des rapaces « nuisibles », on a pu ainsi estimer de deux cent à trois cent mille le nombre de rapaces abattus par an.
En France, il a fallu attendre 1964 pour protéger certaines espèces. Certains chasseurs peu scrupuleux continuent malgré tout à les abattre. En 1972, un nouvel arrêté protège tous les rapaces diurnes et nocturnes en France.
La fauconnerie s'est transformée presque partout avec d'autres objectifs que la chasse (ce qui n'est alors plus considéré comme de la fauconnerie), par exemple des rapaces sont des centres d'attraction destinés à attirer les touristes dans certains parcs à thèmes comme le château des Milandes, le château de Fauquemont, le château de Bouillon, etc.